# Siegfried Linke
Siegfried Linke (* 5. Januar 1934 in Rüdersdorf; † 8. April 1983 in Berlin) war ein deutscher Gebrauchsgrafiker und Illustrator in der DDR.

## Leben und Werk
Linke studiert von 1949 bis 1955 an der Fachschule für Werbung und Gestaltung Berlin-Schöneweide. Von 1956 bis 1961 war er Grafiker bei der DEWAG-Werbung Berlin. Danach arbeitete er in Berlin als freischaffender Gebrauchsgrafiker, anfangs vor allem als Sachbuchillustrator, dann als erfolgreicher Illustrator von Kinder- und Kleinkinderbüchern. Besondere Beachtung fand Ilja Muromez und der Räuber Nachtigall. Heldensagen aus dem alten Rußland neu erzählt (Anneliese und Helmut Graßhoff, der Kinderbuchverlag Berlin 1980). In diesem Buch zeigte er „auf ganzseitigen Tafeln, mit Hell-Dunkel Effekten, impressionistischen Raumdarstellungen, kühnen Behandlungen der Perspektive und der Wiedergabe ausgesprochen dramatischer Szenen eine sehr stark aufgetragene theatralische Bildauffassung“.
Linke war Mitglied des Verbands Bildender Künstler der DDR.
Arbeiten Linkes befinden sich in der Kinder- und Jugendbuchabteilung der Staatsbibliothek zu Berlin.

## Weitere von Linke illustrierte Bücher (mutmaßlich unvollständig)
- Heinz Kahlau: Wenn Karolin Geburtstag hat. Der Kinderbuchverlag Berlin, 1975
- Wir zählen im Zirkus. Postreiter-Verlag Halle/Saale, vor 1977 (Gestaltung)
- Frieder Gröger: Gartenfibel. Ein Beschäftigungsbuch für Kinder von 7 Jahren an. Verlag für Lehrmittel Pössneck, 1976
- eins, zwei , drei, vier wieviel sind es hier? Postreiter Verlag, Halle/Saale, 1977 (Kleinkinderbuch; Gesamtgestaltung)
- Dieter Mucke: Ich blase auf dem Kamm. Kalendergedichte. Der Kinderbuchverlag Berlin, 1977
- Hans Müller: Die Stadt – gestern und heute. Von den ersten Ansiedlungen bis zur Millionenstadt. Der Kinderbuchverlag, Berlin 1979 (Regenbogenreihe)
- Siegfried Linke: Mal Regen und mal Sonnenschein. Altberliner Verlag Lucie Groszer, 1979
- Winfried Völlger: Wachse Bäumchen wachse. Postreiter Verlag, Halle/Saale, 1980
- Alfred Wellm: Die Geschichte vom kleinen Wruk. Der Kinderbuchverlag, Berlin, 1981
- Benno Pludra: Wie die Windmühle zu den Wolken flog. Der Kinderbuchverlag, Berlin, 1981
- Fred Rodrian: Die Weihnachtsfrau und andere Erzählungen. Der Kinderbuchverlag, Berlin, 1981
- Alfred Könner: Wer hüpft in der Hecke? Verlag für Lehrmittel, Pößneck, 1982
- Alfred Wellm: Das Mädchen mit der Katze. Der Kinderbuchverlag, Berlin 1983
- Alfred Könner: Warum denn weinen? Verlag für Lehrmittel, Pößneck, 1986
- Hilga Cwojdrak (Hrsg.): Der Akrobat auf dem Dach. Der Kinderbuchverlag Berlin, 1987 (mit weiteren Illustratoren)
- Ernst Nitsche (Idee und pädagogische Beratung): Wir zählen im Zirkus. Postreiter Verlag Halle/Saale, 1989
- Hans Müller: Die Stadt gestern und heute. Von den ersten Ansiedlungen bis zur Millionenstadt. Der Kinderbuchverlag Berlin, 1989

## Ausstellungen (mutmaßlich unvollständig)
- 1979 und 1982: Berlin, Bezirkskunstausstellungen
- 1982/1983 und 1987/1988: Dresden, IX. und X. Kunstausstellung der DDR